# DNA 자이레이스
DNA 자이레이스(DNA gyrase) 또는 간단히 자이레이스(gyrase)는 토포아이소머레이즈 부류의 효소이며, 유형 II 토포아이소머레이즈의 하위 부류이다. ATP 의존적 방식으로 토폴로지 균주를 줄이면서 이중 가닥 DNA는 RNA 중합효소를 늘림으로써 풀린다. 또는 진행중인 복제 포크(Replication fork) 앞에 있는 헬리케이스(helicase,나선효소)이다.

## 토포아이소머레이즈
토포아이소머레이즈(topoisomerase)는 DNA의 한 위상 버전을 다른 위상 버전으로 바꾸는 효소의 하나. DNA의 인산이(2)에스터 결합의 절단과 재형성에 촉매 역할을 한다.

## DNA 헬리케이스
DNA 헬리케이스(DNA helicase)는 이중 가닥 DNA 내에 있는 염기쌍 사이의 수소 결합을 분해하여 단일 가닥 DNA를 감아 돌리는 효소를 통틀어 이른다.

## 같이 보기
- 핵산 분해 효소
- 수퍼코일